# 彩虹大臍蝸牛
彩虹大臍蝸牛（學名：Aegista diversifamilia）是堅齒螺科盾蝸牛屬（大臍蝸牛屬）的一種陸生蝸牛，為臺灣特有種動物，僅分布於臺灣東部宜蘭與花蓮（蘭陽溪以南）低地樹林底部的落葉層，於2014年發表。本種的種小名意指「多元成家」，旨在表達對臺灣與世界各地同性婚姻運動的認同。

## 發表
2003年即有學者指出臺灣東西部台灣大臍蝸牛族群的形態差異，2004年也有研究指出台灣大臍蝸牛之下可能包含一隱存種。2014年，研究人員基於形態與分子差異，以蘭陽溪為界，將東部（宜蘭與花蓮）的族群發表為新種，即彩虹大臍蝸牛，正模標本藏於國立自然科學博物館，模式產地為崇德隧道旁的樹林。彩虹大臍蝸牛學名的種小名來自拉丁文的「多元」（diversus）與「家庭」（familia），旨在表達對臺灣與世界各地同性婚姻運動的認同，作者表示此論文寫作過程正值臺灣與世界各地同性婚姻運動如火如荼之際，而有肺類（蝸牛、淡水螺與蛞蝓）為雌雄同體的動物，即單一個體同時具有雄性與雌性的性器官，為動物界中多元性別的案例之一，因此決定選用此名以紀念臺灣同性婚姻運動的抗爭歷程，而中文名「彩虹大臍蝸牛」則是因彩虹為LGBT的象徵。本種被《時代雜誌》選為2014年度十大新種之一。

## 外形
彩虹大臍蝸牛的殼為帶有光澤的栗色至黃棕色，邊緣有一淺棕色環紋，圍口節為白色。殼整體呈凹陷的球型，寬1.98－3.24公分，高0.97－1.68公分，殼薄但強度高，螺塔為凹陷的圓錐狀，殼口呈卵形，寬0.78－1.32公分，高0.48－1.05公分。本種的螺殼比台灣大臍蝸牛的稍大，且殼的各項測量數值皆與台灣大臍蝸牛有相當差異。

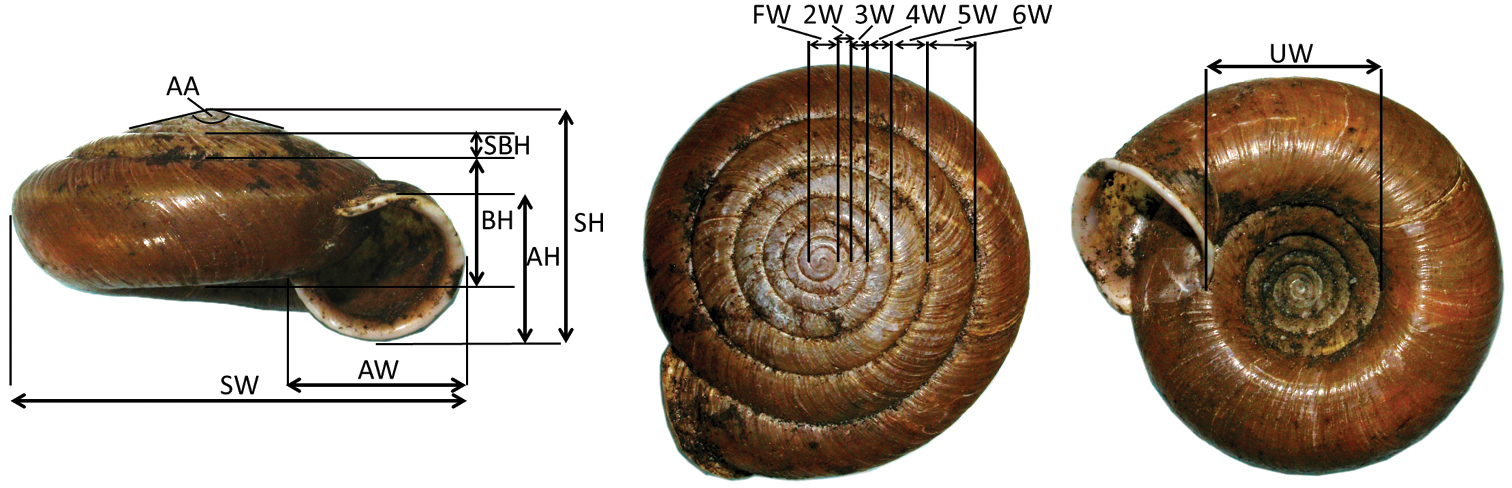
彩虹大臍蝸牛殼的殼口（左）、頂部觀（中）與臍部觀（右）

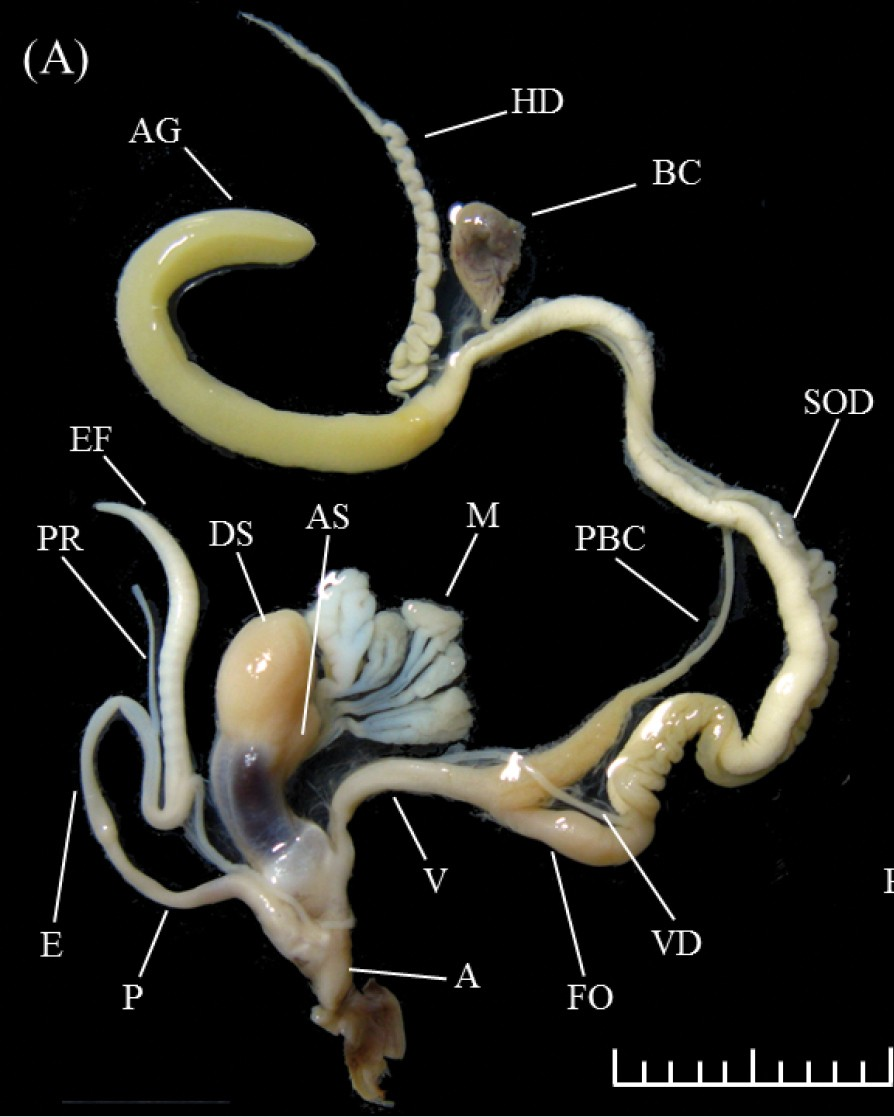
彩虹大臍蝸牛的腹足綱的生殖系統，其中A：前腔；AG：蛋白腺；AS：附囊；BC：交合囊；DS：射囊；E：陰莖鞘；EF：陰莖鞘鞭；FO：輸卵管；HD：兩性管；M：附囊腺；P：陰莖；PBC：交合囊莖；PR：陰莖牽引肌；SOD：輸精卵管；V：陰道；VD：輸精管

彩虹大臍蝸牛為雌雄同體，其陰莖細長但短於陰莖鞘（epiphallus），戀矢位於陰道中，長度與陰莖約略相等，輸精卵管（Spermoviduct）長度約為陰莖的4倍長，即兩性管（hermaphrodite duct）的2倍長。個體一次可生下20－30顆卵，卵直徑約3毫米，為白色球形。本種與台灣大臍蝸牛的生殖系統構造有許多差異，例如本種蛋白腺（albumen gland）的長度接近後者的3倍、射囊（dart-sac）與陰莖鞘鞭（epiphallial flagellum）的長度則約為其2倍；本種的兩性管比蛋白腺短，後者的兩性管則為蛋白腺的3倍長；本種的附囊腺有3個小葉（此性狀可能有變異），後者的則只有2個。

## 分類
分子種系發生學分析結果顯示彩虹大臍蝸牛與台灣大臍蝸牛皆為單系群，但兩者應非姐妹群關係，彩虹大臍蝸牛與日本石垣島的Aegista vermis親緣關係較為接近，兩者互為姊妹群。